# George E. Stone
George E. Stone est un acteur polono-américain, né le 18 mai 1903 à Łódź, Pologne, et mort le 26 mai 1967 à Woodland Hills, Californie.

## Filmographie partielle
- 1927 : Brass Knuckles de Lloyd Bacon
- 1928 : The Racket de Lewis Milestone
- 1929 : La Fille dans la cage de verre (The Girl in the Glass Cage) :
- 1929 : Melody Lane
- 1929 : Le Torrent fatal (Weary River) de Frank Lloyd
- 1930 : Sous le ciel du Texas (Under a Texas Moon) de Michael Curtiz
- 1931 : La Ruée vers l'Ouest (Cimarron) de Wesley Ruggles
- 1931 : The Front Page, de Lewis Milestone
- 1931 : Les Bijoux volés (The Stolen Jools ou The Slippery Pearls) de William C. McGann
- 1931 : Le Petit César (Little Caesar) de Mervyn LeRoy
- 1931 : Five Star Final de Mervyn LeRoy
- 1932 : Révolte à Sing Sing (The Last Mile)
- 1932 : Le Monde et la Chair (The World and the Flesh) de John Cromwell
- 1932 : Taxi! de Roy Del Ruth
- 1932 : Le Fantôme de Crestwood (The Phantom of Crestwood) de J. Walter Ruben
- 1933 : Penthouse  de W. S. Van Dyke
- 1933 : Les femmes ont besoin d'amour (Ladies Must Love) de Ewald André Dupont
- 1933 : 42e Rue (42nd Street) de Lloyd Bacon
- 1934 : Viva Villa ! de Jack Conway
- 1935 : Moonlight on the Prairie de D. Ross Lederman
- 1935 : Les Hommes traqués (Public Hero n°1) de J. Walter Ruben
- 1935 : Émeutes (Frisco Kid) de Lloyd Bacon
- 1936 : Guerre au crime (Bullets or Ballots) de William Keighley
- 1936 : Back to Nature de James Tinling
- 1937 : L'Île du diable (Alcatraz Island) de William C. McGann
- 1937 : En liberté provisoire (Back in Circulation) de Ray Enright
- 1938 : Monsieur Moto sur le ring (Mr. Moto's Gamble) de James Tinling
- 1939 : The Night of Nights de Lewis Milestone
- 1939 : Le Roi des reporters (The Housekeeper's Daughter) de Hal Roach
- 1940 : Les Tuniques écarlates (North West Mounted Police) de Cecil B. DeMille
- 1940 : Cette femme est mienne (I Take This Woman) de W. S. Van Dyke
- 1940 : L'Île des damnés (Island of Doomed Men) de Charles Barton
- 1941 : Le Visage derrière le masque (The Face Behind the Mask) de Robert Florey
- 1941 : Histoire de fous (Road Show) de Hal Roach
- 1941 : Confessions of Boston Blackie de Edward Dmytryk
- 1941 : Le Dernier des Duane (Last of the Duanes) de James Tinling
- 1944 : One Mysterious Night de Oscar Boetticher Jr.
- 1945 : Doll Face de Lewis Seiler
- 1952 : Gosses des bas-fonds (Bloodhounds of Broadway) de Harmon Jones
- 1953-1956 : Private Secretary (série télévisée) : Ben Moss (3 épisodes)
- 1955 : Blanches colombes et vilains messieurs (Guys and Dolls) de Joseph L. Mankiewicz
- 1955 : New York confidentiel (New York Confidential) de Russell Rouse
- 1956 : Deux Rouquines dans la bagarre (Slightly Scarlet) de Allan Dwan
- 1959 : Certains l'aiment chaud (Some Like it Hot) de Billy Wilder

## Prix, récompenses et hommages
George E. Stone a son étoile sur le Hollywood Walk of Fame, au 6932, Hollywood Boulevard.